# Corte Distrital de Gällivare
A Corte Distrital de Gällivare é um tribunal distrital do Tribunal de Recurso do Norte de Norrland , na Suécia .